# Karsh (cràter)
Karsh és un cràter d'impacte en el planeta Mercuri de 58 km de diàmetre. Porta el nom del fotògraf canadenc-armeni Yousuf Karsh (1908-2002), i el seu nom va ser aprovat per la Unió Astronòmica Internacional el 2015.